# Murad Ismail Said
Murad Ismail Said (15 dicembre 1982) è un calciatore palestinese, centrocampista dell'Al-Wehdat e della Nazionale palestinese.

## Carriera

### Club
Ha giocato in Giordania con l'Al-Wehdat.

### Nazionale
Ha esordito in Nazionale nel 2010, venendo convocato per la Coppa d'Asia 2015.

## Palmarès

### Club

#### Competizioni nazionali
- Jordan League: 1

Al-Wehdat: 2014
- Coppa di Giordania: 1

Al-Wehdat: 2014